# Gran Premio motociclistico d'Olanda 1955
Il Gran Premio motociclistico d'Olanda fu il sesto appuntamento del motomondiale 1955.
Si svolse sabato 16 luglio 1955 presso il nuovo circuito di Assen, ed erano in programma tutte le classi in singolo oltre che i sidecar.
La gara si svolse sul nuovo circuito permanente costruito nelle vicinanze della località dove già il Gran Premio motociclistico d'Olanda veniva disputato utilizzando però strade normalmente aperte al traffico.
La 500 fu vinta dalla Gilera di Geoff Duke, la 350 da Ken Kavanagh con la Moto Guzzi, la 250 da Bill Lomas e la 125 da Carlo Ubbiali, entrambi su MV Agusta. Tra le motocarrozzette si impose l'equipaggio composto da Willi Faust e Karl Remmert su BMW.
Per quanto mancassero ancora due gran premi al termine della stagione, già al termine di questa competizione diversi titoli iridati vennero assegnati matematicamente: Carlo Ubbiali, peraltro alla quarta affermazione consecutiva nell'anno, si assicurò quello dell'ottavo di litro, Bill Lomas, con il secondo posto in gara, ottenne quello della 350 e Geoff Duke si assicurò quello della 500; per quest'ultimo si trattò del terzo titolo consecutivo e del sesto in tutte le classi. Anche il titolo dei sidecar venne ottenuto da Willi Faust e Karl Remmert.
Questo gran premio è ricordato anche per lo sciopero messo in atto da gran parte dei piloti privati che gareggiavano nelle classi di maggior cilindrata e che si lamentavano della pochezza degli ingaggi offerti. La protesta che misero in atto fu quella di fermarsi ai box pochi giri dopo la partenza della classe 350; ottennero dei riscontri economici immediati da parte degli organizzatori con questi ultimi che si rivolsero in seguito alle autorità sportive per un reclamo.
Il congresso della Federazione Internazionale di Motociclismo il 23 novembre dello stesso anno prese le parti degli organizzatori e sanzionò i piloti che presero parte attivamente allo sciopero (Jack Ahearn, Bob Brown, Keith Campbell, Peter Davey, Bob Fitton, Phil Heath, John Hempleman, Eric Houseley, Tony McAlpine, Bob Matthews, Peter Murphy e Barry Stormont) con una squalifica fino al 30 giugno 1957. La stessa condanna venne comminata anche ai due piloti ufficiali Gilera, Geoff Duke e Reg Armstrong e una lievemente più breve (di quattro mesi) a Giuseppe Colnago, Umberto Masetti e Alfredo Milani per aver sostenuto la protesta stessa.

## Classe 500
Con questa gara la classe 500 tagliò il traguardo delle 50 prove effettuate dal debutto avvenuto in occasione del Tourist Trophy 1949; furono 29 i piloti alla partenza e ne vennero classificati 15 al termine della prova. Tra i ritirati Jack Ahearn, Keith Campbell e Giuseppe Colnago.
Curioso il fatto che il giro più veloce in gara venne accreditato con lo stesso identico tempo a Duke e Armstrong.

### Arrivati al traguardo
| Pos. | Pilota             | Moto      | Tempo      | Punti |
| ---- | ------------------ | --------- | ---------- | ----- |
| 1    | Geoff Duke         | Gilera    | 1h 37:03.2 | 8     |
| 2    | Reg Armstrong      | Gilera    | + 16.0     | 6     |
| 3    | Umberto Masetti    | MV Agusta | + 2:06.0   | 4     |
| 4    | Dreikus Veer       | Gilera    | + 2:11.0   | 3     |
| 5    | Bob Brown          | Matchless | + 1 giro   | 2     |
| 6    | Eddie Grant        | Norton    | + 1 giro   | 1     |
| 7    | Piet Bakker        | Norton    | + 1 giro   |       |
| 8    | Hans-Günther Jäger | Norton    | + 1 giro   |       |
| 9    | Priem Rozenberg    | BMW       | + 1 giro   |       |
| 10   | Philip Heath       | Norton    | + 1 giro   |       |
| 11   | Robin Fitton       | Norton    | + 1 giro   |       |
| 12   | Piet Knijnenburg   | Matchless | + 1 giro   |       |
| 13   | Casper Swart       | Norton    |            |       |
| 14   | Alfredo Milani     | Gilera    |            |       |
| 15   | Gerrit Ten Kate    | Norton    |            |       |

## Classe 350

### Arrivati al traguardo (posizioni a punti)
| Pos. | Pilota       | Moto       | Tempo | Punti |
| ---- | ------------ | ---------- | ----- | ----- |
| 1    | Ken Kavanagh | Moto Guzzi |       | 8     |
| 2    | Bill Lomas   | Moto Guzzi |       | 6     |
| 3    | Dickie Dale  | Moto Guzzi |       | 4     |
| 4    | August Hobl  | DKW        |       | 3     |
| 5    | Karl Hofmann | DKW        |       | 2     |
| 6    | Hans Bartl   | DKW        |       | 1     |

## Classe 250
Nella quarto di litro si assistette alla squalifica postuma di Bill Lomas che aveva tagliato il traguardo in prima posizione ma che durante una fermata al box per un rifornimento non aveva spento la sua motocicletta, cosa vietata dal regolamento; inizialmente tale scorrettezza aveva comportato una retrocessione al secondo posto ma venne inoltrato un ricorso e al termine della stagione la FIM comminò la squalifica dal gran premio al pilota britannico, assegnando così il titolo iridato piloti a Hermann Paul Müller.

### Arrivati al traguardo (posizioni a punti)
| Pos. | Pilota              | Moto       | Tempo | Punti |
| ---- | ------------------- | ---------- | ----- | ----- |
| 1    | Luigi Taveri        | MV Agusta  |       | 8     |
| 2    | Umberto Masetti     | MV Agusta  |       | 6     |
| 3    | Hermann Paul Müller | NSU        |       | 4     |
| 4    | Enrico Lorenzetti   | Moto Guzzi |       | 3     |
| 5    | Cecil Sandford      | Moto Guzzi |       | 2     |
| 6    | Arthur Wheeler      | Moto Guzzi |       | 1     |

## Classe 125

### Arrivati al traguardo (posizioni a punti)
| Pos. | Pilota            | Moto       | Tempo | Punti |
| ---- | ----------------- | ---------- | ----- | ----- |
| 1    | Carlo Ubbiali     | MV Agusta  |       | 8     |
| 2    | Remo Venturi      | MV Agusta  |       | 6     |
| 3    | Rudolf Grimas     | FB Mondial |       | 4     |
| 4    | Bill Webster      | MV Agusta  |       | 3     |
| 5    | Willi Scheidhauer | MV Agusta  |       | 2     |
| 6    | Erich Wünsche     | DKW        |       | 1     |

## Classe sidecar

### Arrivati al traguardo (posizioni a punti)
| Pos. | Pilota        | Passeggero         | Moto   | Tempo | Punti |
| ---- | ------------- | ------------------ | ------ | ----- | ----- |
| 1    | Willi Faust   | Karl Remmert       | BMW    |       | 8     |
| 2    | Wilhelm Noll  | Fritz Cron         | BMW    |       | 6     |
| 3    | Bob Mitchell  | Max George         | Norton |       | 4     |
| 4    | Jean Murit    | Francis Flahaut    | BMW    |       | 3     |
| 5    | Jacques Drion | Inge Stoll-Laforge | Norton |       | 2     |
| 6    | Henk Steman   | Mappie de Haas     | BMW    |       | 1     |